# سومه (ناندیالا)
سومه شهری در شهرستان ناندیالا در استان بولکیمده در بورکینافاسوی غربی مرکزی است جمعیت آن ۳۰۷۳ نفر است.